# Christophe Zakhia El-Kassis
Christophe Zakhia El-Kassis (né le 24 août 1968 à Beyrouth, Liban) est un évêque catholique libanais, diplomate et archevêque maronite. Il occupe actuellement le poste de nonce apostolique aux Émirats arabes unis (en) et au Yémen (en), tout en étant délégué apostolique pour la péninsule arabique (de).

## Biographie
El-Kassis obtient son diplôme utroque iure, un doctorat en droit civil et en droit canon. Il reçoit le sacrement de l'Ordre sacré le 21 mai 1994. Il parle couramment le libanais, l'arabe, le français, l'italien, l'anglais, l'indonésien, l'espagnol et l'allemand

## Carrière diplomatique
Il rejoint le service diplomatique du Saint-Siège le 19 juin 2000 et sert dans les nonciatures apostoliques en Indonésie (en), au Soudan (en) et en Turquie (en). De 2007 à 2018, il sert au bureau des Relations extérieures du Secrétariat d'État au Saint-Siège. Le 24 novembre 2018, le pape François le nomme archevêque titulaire de Rusellae (de) et le désigne nonce apostolique au Pakistan (en). Il reçoit sa consécration épiscopale dans la basilique Saint-Pierre le 19 janvier 2019 de la part du cardinal Pietro Parolin en tant que consécrateur principal, accompagné du cardinal Dominique Mamberti et de l'archevêque Paul Youssef Matar (en).
Le 3 janvier 2023, le pape François le nomme nonce apostolique aux Émirats arabes unis (en). Il est le premier nonce à être devenu résident à la nonciature à Abou Dabi, qui est ouverte en février 2022
Le 22 juillet 2024, le pape François ajoute également les responsabilités de nonce au Yémen (en) et de délégué apostolique pour la péninsule arabique (de)